# .je
.je (Jersey) é o código TLD (ccTLD) na Internet para o Jersey.